# Vidali
Vidali  je priimek več znanih Slovencev:
- Ivan Vidali (1923—1990), publicist, polnik, politik
- Ksenija Vidali-Žebre (1913—2004), operna pevka, sopranistka
- Ljubo Vidali (1931—2016), kolesar
- Maurizio Vidali, slovenski zamejski politik (Trst)
- Petra Vidali (*1968), literarna in gledališka kritičarka, kulturna novinarka in urednica
- Rafael Vidali (1937—2010), zbiralec ljudskih pripovedi , pesnik, pisatelj
- Vittorio Vidali (1900—1983), italijanski (in tržaški) komunistični politik